# 孫效智
孫效智（1961年－），桃園人，現任國立臺灣大學校長室特助、臺大哲學系教授暨生命教育研發育成中心主任、教育部生命教育研發育成中心主任。長年致力國民基本教育總綱核心素養之研發、生命教育創科及融入不同學習領域、病人自主權及生命末期醫療之國家政策制度推動。

## 生平
1961年出生，桃園人，全家均為天主教徒。曾就讀於桃園區建國國小、臺北市建國中學以及國立台灣大學資訊工程學系。在建國中學時曾加入國學社，受國學大師錢穆的影響頗深；後於臺灣大學時曾擔任該校光啟學社社長，並在光啟學社與後結為髮妻的萬淑宜相識。婚後育有二子一女。
當兵後曾進入兩儀科技公司任職，後就讀於臺大哲學所以及輔仁大學神學院。畢業後前往德國慕尼黑哲學院攻讀哲學博士。自1997年臺灣省教育廳開始推動生命教育課程研擬時，便受邀進行指導工作，現為國立臺灣大學哲學系教授暨生命教育研發育成中心主任。
原配萬淑宜因乳癌病逝後，孫效智於2007年4月與患有罕見疾病的前人間衛視主播楊玉欣結婚。
2012年至2016年，楊玉欣擔任不分區立法委員，孫效智協助其進行多項政策研究，先後推動《安寧緩和醫療條例》第三次修法與《病人自主權利法》之立法，擔任《病人自主權利法》起草者，並於《病人自主權利法》試辦期間協助子法及配套措施之建置。

## 重要事蹟

### 生命教育領域
- 建構國民教育生命教育課程：

1. 2003年孫效智受教育部中教司委託，擔任綱要小組召集人，建構高級中學生命教育類選修課程創科的第一版課綱（95課綱），並微調第二版課綱（98課綱）。
2. 2013年孫效智受國家教育研究院委託，執行「生命教育融入十二年國民基本教育課程」研究計畫，建構十二年國民基本教育核心素養架構。本研究計畫之成果實際調整了國教總綱之核心素養，使之更具全人教育的廣度與深度，對十二年國教之教育政策發揮關鍵性影響。[6]
3. 2014年復接受國家教育研究院邀請，擔任「十二年國民基本教育綜合活動領域課程綱要研修小組委員兼副召集人」，參與十二年國民基本教育領綱研修工作，主要任務為召集高中生命教育科課綱訂定。研修成果為生命教育科（必修）課程學習重點及生命教育加深選修課程「思考：智慧的啟航」學習重點之建構。[7]

- 生命教育中小學教師培育：自2004年起，透過執行教育部「生命教育教師增能實驗及推廣計畫」、各期「高中教師在職進修生命教育類課程教學學分班師資培育計畫」，於北、中、南三地開課，培育生命教育教師。[8]

- 推動生命教育校園文化：2013年接受教育部學生事務及特殊教育司委託，執行「高級中學生命教育校園文化推動模式」研究案。[9]針對正式課程、非正式課程、潛在課程、校園境教、學校使命等範疇，分析生命教育推動現況與困境，歸納出生命教育校園文化的理想推動模式，啟動國教署後續之「生命教育校園種子學校計畫」，以永續方式逐漸翻轉校園，使國教各級學校深化生命教育精神，改變校園文化。

- 大學生命教育推動：透過執行教育部「大學生命教育建構計畫」及「大學生命教育教學社群與課程建構計畫」，探討現今大學生命教育的理想推動模式、建構全國跨校生命教育教師社群，成為北、中、南三地生命教育教學精進與共融的平台，深化社群成員對生命教育內涵與素養的理解，促進教師間共融共學、彼此砥礪精進，並進行課程研發之教案建構及教學資源蒐集，以利各大學生命教育課程之發展。

- 生命教育學術推動：2009年創辦《生命教育研究》學術期刊[10]，該刊為國內首份生命教育學術性期刊，以探討生命教育理論與實務為核心，接受終極關懷、倫理思考、人格與靈性發展及生命教育理論與實踐等四大主題領域相關論文投稿，並設有獨立且嚴謹之雙向匿名審查制度，鼓勵跨宗教、跨科際、跨立場的學界對話。

### 生命末期倫理與病人自主權之政策研究
- 2010-2012兩年執行科技部委託研究計畫「安寧緩和醫療條例之法律與倫理適切性研究」，探討安寧緩和醫療所面對各種艱難情境的倫理意涵，並以之為基礎探索《安寧緩和醫療條例》的適切性。研究重要的成果為提出《安寧緩和醫療條例》的修法案並推動完成修法。

- 2012-2015年，執行科技部委託之三年研究計畫「我國病人自主權與預立醫囑之倫理與法律分析」，最重要成果為《病人自主權利法》草案之提出及在2015年底成功立法、2019年1月6日正式施行，成為亞洲第一部保障病人醫療自主權利的法律。本法確立病人優先知情、選擇與決定權、保障病人拒絕醫療與善終的權利、建立預立醫療照護諮商（Advance Care Planning, ACP）、預立醫療決定（Advance Decision, AD）與醫療委任代理人（Health Care Agent, HCA）等制度，使我國在醫療人權的保護與生命尊嚴的捍衛上，領先亞洲各國。[11]

- 《病人自主權利法》施行配套措施及相關子法之研擬：孫效智與臺北市立聯合醫院總院長黃勝堅共同籌建子法研究小組，規劃病人自主權利法相關配套系統，並統籌相關計畫之執行。透過先導實驗計畫，將兩年六所醫院的臨床試辦經驗進行歸納分析並轉化撰寫為三部子法的具體內涵與預立醫療決定書格式，成為衛生福利部訂定病主法子法時之依據，為臨床操作程序與法定文件建構詳實可執行之準則，提升醫療機構與醫護人員的服務效率與病人使用服務之便利性與可近性。[12]

- 《病人自主權利法》核心講師之培訓[13]：2017年起與臺北市立聯合醫院的預立醫療照護諮商團隊和人文創新書院共同合作，開辦核心講師培訓課程，培育醫師、護理人員、社工人員、心理師與各職類專業人員成為核心講師，於各醫事相關領域擔負宣導教育與服務推動之種子師資，並於超過200所醫療機構提供預立醫療照護諮商服務，提供民眾充權諮商服務並幫助他們完成簽署預立醫療決定書。核心講師培訓課程幫助醫事人員從醫療本位轉換到病人視角，從醫療領域進入政策思維，從臨床專業擴充到政策教育推動，讓醫事人員更認識醫療工作者的意義、價值與創新可能性，進而讓病人體驗與醫療體系文化產生優化與創新的動能。本課程同時也自108年1月病主法上路時轉型，讓訓練中之醫師、護理人員、社工(師)人員、心理師學員在完訓時，能依衛生福利部規定，同時成為預立醫療照護諮商人員。此課程至今已開辦44梯次，至今已有2千多位核心講師完訓於全臺擔任宣導角色。[14]

## 著作

### 專書
| 年份 | 書名 | 出版社           | ISBN                |
| ---- | --- | ---------------- | ------------------- |
| 2018 | 最美的姿態說再見：病人自主權利法的內涵與實踐 | 天下雜誌         | ISBN 9789863983989  |
| 2012 | 牟宗三疏解儒家人性論之探討（中國學術思想研究輯刊：十三編第23冊） | 花木蘭文化出版社 | ISBN 9789862548066  |
| 2002 | 宗教、道德與幸福的弔詭 | 立緒出版社       | ISBN 9570411503     |
| 1999 | 當宗教與道德相遇 | 臺灣書店         | ISBN 9789575672133  |
| 1994 | Heiligt die gute Absicht ein schlechtes Mittel? -- Die Kontroverse über Teleologie und Deontologie in der Moralbegründung unter besonderer Berücksichtigung von Josef Fuchs und Robert Spaemann | EOS Verlag       | ISBN 978-3880968622 |

### 主要期刊論文
| 年份 | 標題                                                                                    | 期刊名                             | 期數     | 頁碼      |
| ---- | --------------------------------------------------------------------------------------- | ---------------------------------- | -------- | --------- |
| 2022 | Die Auswirkungen der Streichung des § 16 S. 3 MBO auf das BVerfG Urteil über § 217 StGB | Zeitschrift für medizinische Ethik | 68（4）  | 483-498   |
| 2020 | 病人自主權利法修法芻議                                                                  | 生命教育研究                       | 12（1）  | 1-44      |
| 2019 | 病人自主權利法擴充特殊拒絕醫療權之必要性                                                | 月旦醫事法報告                     | 27       | 7-24      |
| 2017 | 《病人自主權利法》評釋                                                                  | 澄清醫護管理雜誌                   | 13（1）  | 4-7       |
| 2015 | 在照顧之愛與病痛之苦間擺盪的生死倫理——論天主教有關植物人停止人工餵食餵水的觀點          | 政治與社會哲學評論                 | 53       | 1-55      |
| 2015 | 生命教育核心素養的建構與十二年國教課綱的發展                                            | 教育研究月刊                       | 251      | 48-72     |
| 2013 | 大學生命教育的理念與策略                                                                | 生命教育研究                       | 5（2）   | 1-37      |
| 2013 | 盧嘉勒與臺灣生命教育                                                                    | 哲學與文化                         | 40（10） | 103-120   |
| 2012 | 安寧緩和醫療條例中的末期病患與病人自主權                                                | 政治與社會哲學評論                 | 41       | 45-91     |
| 2011 | 論儒家現實擁有判準理論與等差之愛原則的人類胚胎觀點                                      | 國立臺灣大學哲學論評               | 42       | 107-148   |
| 2011 | 同性性行為的道德判斷與論證——評陳尚仁〈同性性行為的道德評價〉一文                        | 生命教育研究                       | 3（1）   | 92-110    |
| 2010 | 愚昧的尊嚴？                                                                            | 政治與社會哲學評論                 | 33       | 169-207   |
| 2009 | 臺灣生命教育的挑戰與願景                                                                | 課程與教學季刊                     | 12（3）  | 1-26      |
| 2009 | 漸凍人氣切的倫理與法律問題                                                              | 政治與社會哲學評論                 | 28       | 177-200   |
| 2007 | 人類胚胎之形上與道德地位                                                                | 國立臺灣大學哲學論評               | 34       | 41-86     |
| 2005 | 生殖性人類複製的安全風險與個體獨特性問題                                                | 國立臺灣大學哲學論評               | 30       | 55-89     |
| 2004 | 當前台灣社會的重大生命課題與願景                                                        | 哲學與文化                         | 31（9）  | 3-20      |
| 2002 | 生命教育之推動困境與內涵建構策略                                                        | 教育資料集刊                       | 27       | 283-301   |
| 2002 | 論意圖的道德無關性                                                                      | 國立臺灣大學文史哲學報             | 56       | 393-436   |
| 2002 | 猶太基督宗教倫理與動機自律                                                              | 國立臺灣大學哲學論評               | 25       | 67-104    |
| 2001 | 生命教育的倫理學基礎                                                                    | 教育資料集刊                       | 26       | 27-57     |
| 2001 | 蘇菲的抉擇? ——分割連體嬰的倫理難題                                                      | 中外醫學哲學                       | 3（2）   | 141-193   |
| 2001 | 生命教育的內涵與實施                                                                    | 哲學雜誌                           | 35       | 4-31      |
| 2000 | 生命智慧與道德教育                                                                      | 教育資料集刊                       | 25       | 65-78     |
| 1999 | 神律倫理與自律倫理                                                                      | 國立臺灣大學哲學論評               | 22       | 237-298   |
| 1997 | 道德與幸福之間                                                                          | 人文及社會學科教學通訊             | 8（2）   | 29-43     |
| 1996 | 倫理學之內涵與教學                                                                      | 哲學與文化                         | 23（12） | 2248-2255 |
| 1996 | 安樂死的倫理反省                                                                        | 國立臺灣大學文史哲學報             | 45       | 85-113    |
| 1996 | 兩種道德判斷——論「道德善惡」與「道德正誤」的區分                                        | 國立臺灣大學哲學論評               | 19       | 223-254   |
| 1995 | 從倫理學行為理論談結果主義                                                              | 哲學雜誌                           | 12       | 86-113    |

### 觀點文章
| 年份 | 標題                                               | 刊登處 |
| ---- | -------------------------------------------------- | ------ |
| 2022 | 管中閔‧孫效智專文：大學自治與大學法修法芻議        | 風傳媒 |
| 2019 | 孫效智觀點：14歲以上兒童賦予醫療自主權自主權之商榷 | 風傳媒 |

## 榮譽獎項
- 國立臺灣大學教師社會服務優良獎（2019）
- 教育部生命教育特殊貢獻獎（2015）
- 教育部資深優良教師（2014）
- 國立臺灣大學教學優良教師（2008）
- 國科會傑出研究獎第一期甲種獎（1998、1997、1995）